# Luis Deltell
Luis Deltell Escolar (Madrid, 1977) es un cineasta y catedrático de Comunicación  español.

## Biografía
Luis Deltell es doctor en Comunicación Audiovisual por la Universidad Complutense de Madrid licenciándose con Premio Extraordinario en 2001 y Premio Joven de Investigación y Comunicación, Fundación General de la Universidad Complutense de Madrid 2003. También obtuvo la beca de Investigación Doctoral en Humanidades en la Fundación Residencia de Estudiantes- CSIC que otorga el Ayuntamiento de Madrid; la Beca de Investigación Predoctoral de la Fundación del Instituto de Crédito Oficial- Ministerio de Economía y Hacienda de España, para el estudio del Arte Contemporáneo Madrid, 2003-2005. También disfrutó de la beca postdoctoral del Ministerio de Asuntos Exteriores de España en la Real Academia Española en Roma, Italia, 2005. Ha sido Visiting scholar en la Universidad de Stanford (EE. UU.) 2006 y además ha obtenido la beca para profesores e investigadores de la Fundación del Amo para acudir seis meses a Stanford University en el curso 2009-2010. Ha realizado estancias e intercambios de profesorado con las universidades de Bergamo, Sapienza, Sorbona, Stanford y El Cairo.
Comenzó a realizar sus primeros cortometrajes en la ECAM (Escuela de Cinematografía y del Audiovisual de la Comunidad de Madrid). De esta época de estudiante datan los cortos Ana duerme (2003) y El primer triunfo sentimental de Gonzalo Arcilla (2005). Luego para la productora Enigma Films dirige Di algo (2004) y Corre, Adrián (2005).
Tras este periodo de formación, empezó a trabajar en la Universidad Complutense de Madrid como profesor de historia del cine y dirección cinematográfica, donde continúa dando clases e investigando sobre redes sociales y audiencias, cine iberoamericano y nuevas tendencias artísticas.
En 2005 fundó en Madrid la productora Gozne.
En 2007 dirigió su primer documental en formato cinematográfico, País soñado, una mirada construida por muchas migraciones: los emigrantes españoles que vivieron y trabajaron en Europa en los años 60 y 70 hablan y comparten sus experiencias con los inmigrantes actuales que residen en España. Y en 2008 dirige En la ciudad perdida un cortometraje documental sobre la ciudad de Madrid en el cine español de la década de los cincuenta que fue preseleccionado para los premios Goya de 2010. En 2015 codirigió junto a  Miguel Álvarez-Fernández el documental dedicado a la vida y obra de Isidoro Valcárcel Medina, titulado No escribiré arte con mayúscula. Es con este último que co dirigirá Un diálogo circunstancial, corto estrenado en 2019.

## Filmografía
Documentales
- No escribiré arte con mayúscula (2014). Codirector y coguionista, junto con Miguel Álvarez-Fernández.

Cortometrajes
- Ana duerme (2003). Director y guionista.
- Di algo (2004). Director y guionista.
- Corre, Adrián (2005). Director y guionista.
- El primer triunfo sentimental de Gonzalo Arcilla (2005). Director.
- País soñado (2007). Ayudante de dirección.
- En la ciudad perdida (2008). Director y guionista.
- Un diálogo circunstancial (2019). Codirector (2019)

## Publicaciones
Libros
- Madrid en el cine de la década de los cincuenta (Luis Deltell), 2006, Ayuntamiento de Madrid – Fundación Caja Madrid, Madrid. ISBN 84-96102-27-0.
- Breve Historia del Cine (Luis Deltell, Juan García Crego y Mercedes Gervilla), 2009, Editorial Fragua, Madrid. ISBN 8470742973
- Porfolio de la Historia de España (Luis Deltell), 2012, Universidad Complutense/ Universidad de El Cairo, Madrid.
- ¡Bienvenido, MISTER MARSHALL! Sesenta años de historias y leyendas ( Eduardo Rodríguez Merchán y Luis Deltell) 2013, T&B Editores, Madrid. ISBN 8415405626
- Juan Antonio Porto, un guionista de la vida (Alfonso Puyal y Luis Deltell, coords.), 2014, Fragua, Madrid. ISBN 9788470746314
- Campanas a medianoche (Luis Deltell y Jordi Masó, editores), 2016, Editorial StockCero, Miami. ISBN 978-1-934768-85-3.[7][8]
- La mirada mecánica. 17 ensayos sobre la imagen fotográfica (Juan Carlos Alfeo y Luis Deltell, eds.), 2016, Editorial Fragua, Madrid. ISBN 9788470746802

Capítulos de libros
- “Marqués de Leguineche & son Análisis de La escopeta nacional, Patrimonio Nacional, Nacional III y de los proyectos cinematográficos Nacional IV y ¡Viva Rusia!” (Luis Deltell) en Luis García Berlanga: de Villar del Río a Tombuctú (ed: Federico García Serrano) 2011, CAVP1 UCM, Madrid.ISBN 84-6952958-7
- Historia del Cine, Emilio C. García Fernández (coordinador). Capítulos 5 (Luis Deltell y Emilio C. García Fernández) y 6, Madrid, Editorial Fragua, 2011. ISBN 9788470744044
- Compliments, flattery, flirtatious comment and praise as face-enhancing acts: Terminological review (2014). Hernández Toribio, María Isabel y Luis Deltell
- Compliments across languages, cultures and media(2014). En A. Baczkowska and M.E. Placencia (eds.)
- “Enjambre y urdimbre en Twitter: Análisis de la audiencia social de los Premios Goya 2015” (coescrito con Florencia Claes y MariLuz Congosto) en: La participación de la audiencia en la televisión: de la audiencia activa a la social (Natalia Quintas-Froufe y Ana González-Neira coords.), 2015, AIMC, Madrid.

Artículos en revistas científicas
- Claes, Florencia; Deltell, Luis (1 de noviembre de 2014). «Museos sociales. Perfiles museísticos en Twitter y Facebook 2012-2013». El profesional de la información, 23 (6): 594-602. Archivado desde el original el 24 de agosto de 2015. Consultado el 5 de enero de 2017.
- Audiencia social versus audiencia creativa, caso de estudio Twitter. Estudios sobre el mensaje periodístico, Vol, 20, Núm. 1. Págs. 33-47.
- Imagen y pensamiento en el videoarte portugués actual.Cinema: Journal of Philosophy and Moving Image. 5 (2014). Págs. 175-188.
- Deltell, Luis (2016). «Víctor Erice en la Escuela Oficial de Cinematografía. Elogio de la incomunicación». Área Abierta 16 (2): 55-69. ISSN 1578-8393.
- Deltell, Luis; Clemente Mediavilla, Jorge (2016). «Productoras españolas en la red. Actividad en Twitter y Facebook». Estudios sobre el Mensaje Periodístico 2 (2): 969-980. ISSN 1134-1629.
- Deltell, Luis; García Crego, Juan (2015). «Límites del lenguaje cinematográfico en el cine experimental durante el tardofranquismo». Escritura e imagen (11): 65-76. ISSN 1885-5687.
- Deltell, Luis (2015). «La mujer como sujeto». Signa: Revista de la Asociación Española de Semiótica (24): 293-306. ISSN 1133-3634.